# Сумбаванці
Сумбава́нці (сумбавці, сумбава, семава, власна назва тау семава, індонез. Suku Sumbawa) — народ в Індонезії, на заході острова Сумбава.
Як етнічна спільнота склалися в межах султанату Сумбава, що утворився в XVII ст.

## Розселення, чисельність
Населяють округи Сумбава і Західна Сумбава провінції Західна Нуса-Тенґара. Крім Сумбави, живуть на сусідньому острові Мойо. Деякі сумбаванці переселися на острів Ломбок та в інші райони Індонезії.
Чисельність сумбаванців 2000 року становила 319 423 особи, це 8,34 % населення провінції.

## Мова, релігія
Говорять мовою сумбава, яка належить до балі-сумбаванської групи західної гілки малайсько-полінезійських мов. Вона є дуже близькою до мов Балі та Ломбоку, але сильно відрізняється від мови сусідів-біма, що живуть на сході Сумбави. Сумбаванська мова перебуває в щоденному використанні, має дві форми: ввічливу та неформальну. Поділяється на кілька діалектів: семава, семава-таліванг, семава-батуроток (батуланте), ропанг-сурі, селесек, леба, додо, джелуар, танганам, геранта, джеруве. Поширена також індонезійська мова.
За релігією сумбаванці — мусульмани-суніти. Вони є відданими послідовниками ісламу, мусульманське вчення глибоко проникло в усі сфери їхнього життя. Проте на побутовому рівні зберігаються елементи старих анімістичних вірувань та пов'язані з ними обряди. Більшість людей ще вірить, що певні хвороби спричинені дією духів, й звертаються по допомогу до знахарів (шаманів) санро, хоча формально діяльність останніх заборонена.

## Господарство

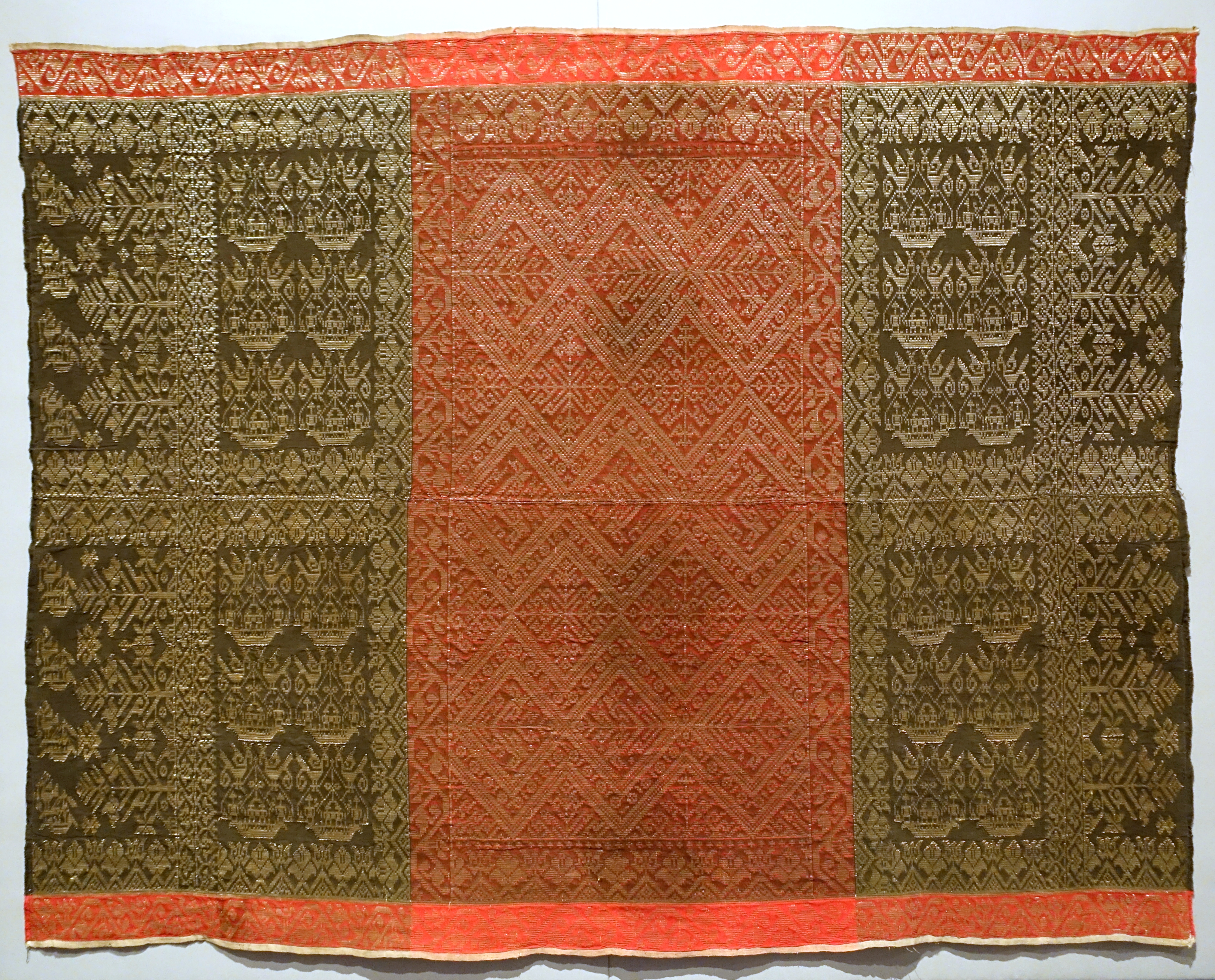
Зразок сумбанської тканини, початок XX ст.

Основне заняття сумбаванців — землеробство. Головною продовольчою культурою є рис, культивують як його вологий, так і суходільний сорти. Вирощують також кукурудзу, батат, арахіс, бобові, сорго, перець, цибулю, часник, фруктові дерева. До числа продовольчих культур належать кокосова пальма, тютюн, цукрова тростина, кава, капок, кориця.
Традиційними сільськогосподарськими знаряддями є мотика (бінкунг), плуг (рабоат), спеціальний ніж (рангап), ладінконг (інструмент для прополювання рису). Уряд запроваджує в регіоні заходи, спрямовані на краще використання сільськогосподарських земель, вводяться в культуру нові сорти рису та сучасні технології, які дозволяють отримувати два врожаї на рік.
Розвинене тваринництво. У минулому Сумбава належала до основних постачальників буйволів на інші острови Індонезії. Розводять також корів, кіз, коней, домашню птицю.
Багато людей займається мисливством, рибальством, збирають природні ресурси в лісі. Збиральництво має товарних характер, продають цінні породи дерев, ротанг, віск.
Також займаються виготовлення плетених виробів, виготовленням тканин із традиційними мотивами, в яких відчувається вплив ісламу та індуїзму. Полотно із золотою або срібною ниткою сумбаванці називають сонгкет, а полотно із кольоровою ниткою — селунгка. В минулому використання певної тканини було пов'язане із соціальним статусом людини, сонгкет носили лише члени королівської родини та вельможі, тоді як звичайні люди носили селунгка.

## Побут

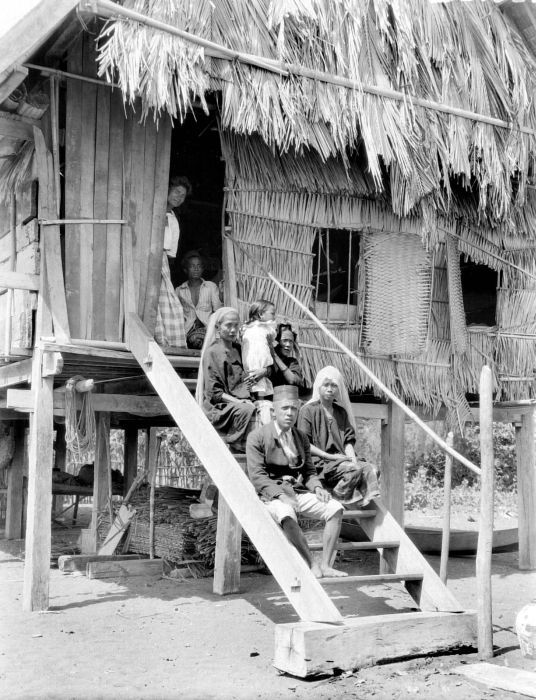

Більшість сумбаванців є сільськими жителями. Село (кампунг або каранг) складається з кількох частин (кебан). Кожен кебан включає одну-дві великі садиби, огороджені парканом, в яких проживає по 4-7 осіб. Крім житлової хати, тут розташовані невеличкі городи, стоять фруктові дерева.
Сумбаванські села мають купчасте планування. Часто групи хат розкидані так, що важко визначити межі окремих сіл. При визначенні кордонів орієнтуються на природні об'єкти: річки, пагорби, відкриті ділянки степу тощо. Деякі з поселень оточені дерев'яним парканом з воротами, що звуться джебак. Хати простих людей називають бале, будинки шляхетних сімей — бала. Кожне село має мечеть (месигіт), громадську залу (бале-деса), комору для рису (аланга). Поряд із постійним житлом є тимчасове, яке ставлять на полях на час проведення сільськогосподарських робіт.
У хаті зазвичай живе нуклеарна сім'я. Житло прямокутне в плані, має каркасно-стовпову конструкцію, дах двосхилий. Хати ставлять на палях висотою 1,5-2 метри, але територію між палями оточують двома або трьома стінами; тут, під підлогою житлового приміщення, розташований хлів, жінки виконують домашню роботу. Особливих умов щодо орієнтації житла немає. Внутрішнє приміщення не має стелі, воно поділяється на 3-4 кімнати. Перша кімната призначена для прийому гостей, далі йде кімната батьків та кімнати інших членів сім'ї.
Основний елемент одягу — каїн, шматок тканини, обгорнутий навколо тіла у вигляді спідниці. Поверх нього чоловіки носять сорочку європейського типу, а жінки — вузьку кофту.
Їжа переважно рослинна — рис та кукурудза з гострими приправами. М'ясо буйволів їдять лише на великі свята, курятину — частіше.

## Суспільство
Сумбаванські сільські громади називаються кампунг або каранг. Село є найнижчою ланкою державного управління, а сучасна структура сільської влади адаптована до норм і законів, які застосовуються по всій Індонезії. Громаду очолює сільський голова демонг, він обирається членами громади й затверджується вищим органом влади. Ця посада не має обмежень за часом, якщо сама особа не попросить її звільнити. В повсякденній діяльності голові допомагають мандур (перший помічник, забезпечує зв'язок із громадою), малар (секретар і наглядач за землями громади), лебе (опікується релігійним життям громади та правовими питаннями) та декілька інших осіб. Сільський голова також має радників (лока-каранг), це літні люди, що представляють кожну родинну групу, що проживає в селі.
Походження визначається за батьківською лінією. Шлюбна система сумбаванців спрямована на уникнення амбілінійної розширеної сім'ї. Існує категорія близьких родичів (міндоан), які не можуть між собою одружуватись. Шлюб моногамний, багатоженство дозволене, але трапляється рідко через великий викуп, який потрібно сплатити за дружину. Зберігаються елементи традиційного весільного обряду з бенкетом, спільним купанням молодих. Проживання в шлюбі є патрилокальним.
Поширена традиція текнонімії, коли в звертанні до людини використовується ім'я її старшої дитини.
В сумбаванському суспільстві існують інститути взаємної співпраці та допомоги. Селяни практикують колективні польові роботи (басіру), що проходять по черзі на ділянках місцевих жителів. Допомога саленг-тулонг надається в обмін на їжу, яка буде відшкодована іншим разом, наприклад, до весілля тощо. Також запрошують робітників, щоб, наприклад, рубати дерева або збирати рис в обмін на зрубану деревину або частину врожаю, така співпраця називається нулонг.
У минулому сумбаванці мали власну систему соціальної стратифікації. Суспільство поділялося на три значною мірою ендогамні верстви: шляхта (дату або деа), вільні люди (санак) та невільники (улін). Після офіційного закінчення правління султана 1959 року, престиж шляхетної крові згас, і межі між верствами почали розчинятися. Тепер важливішими за походження стали статки людини та її посада.

## Народне мистецтво
Сумбаванська форма традиційної усної народної творчості відома під назвою лавас. Це мистецтво поєднує культурну, соціальну та індивідуальну творчість, його можна виконувати в різний спосіб. Старі пісні виконують під удари бубна сакечо, їхній зміст присвячений коханню, життєвим порадам, релігії, героїзму тощо. Старовинну пісню сакета зазвичай співає хтось із чоловіків під час виконання спільної роботи. Пісні баганданг чоловіки та жінки виконують разом у певному ритмі під звуки флейти. Пісні лангко — це своєрідний діалог між чоловіком та жінкою, які імпровізують, задаючи один одному й даючи на них відповіді. Весільні пісні балавас виконуються групою чи індивідуально. Колискові називаються менамбангкан.